# I skovens dybe, stille ro

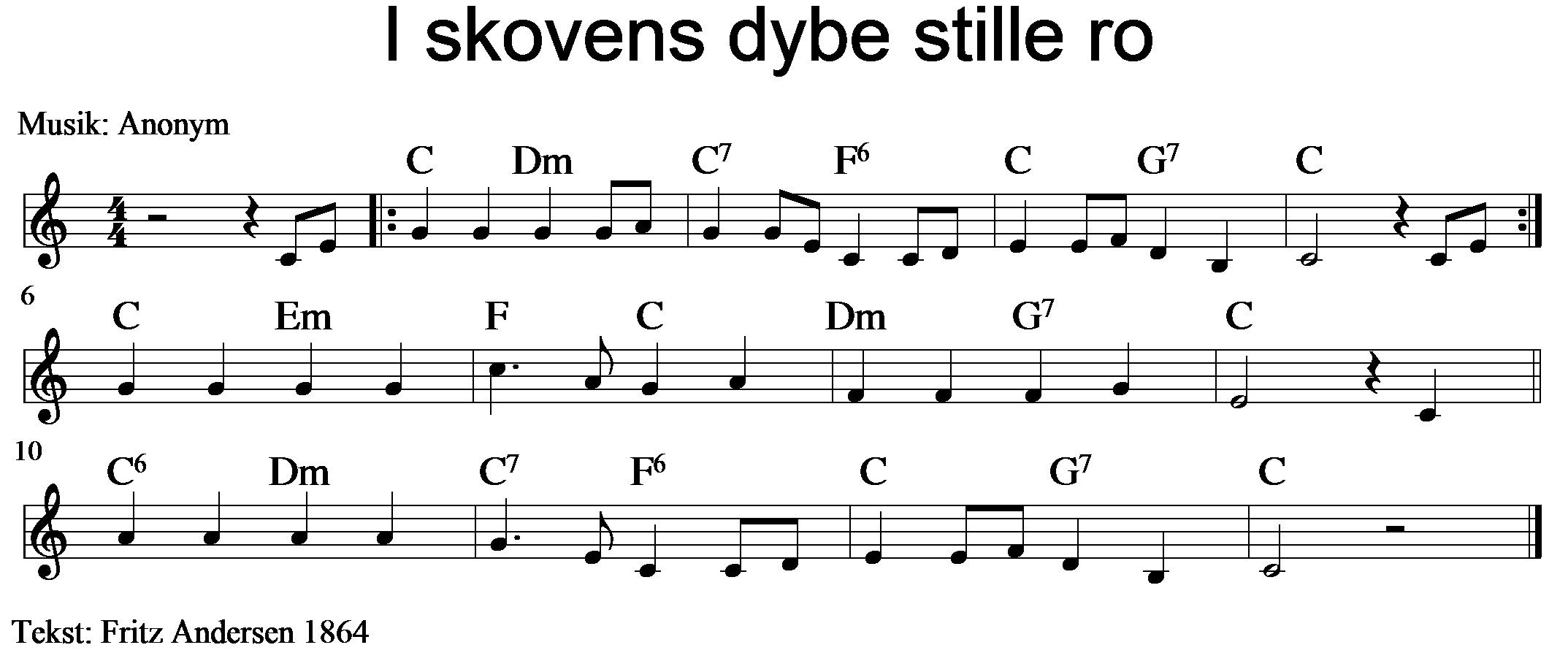
Melodie und Harmonisierungsvorschlag für I skovens dybe, stille ro

I skovens dybe, stille ro ist der Titel eines dänischen Volkslieds. Während der Komponist unbekannt ist, gilt Fritz Andersen heute als der Verfasser des Textes. Das Lied entfaltet das Stimmungsbild einer Waldidylle kurz vor Sonnenuntergang.

## Entstehung
Die Urheberschaft der einfachen Melodie ist ungeklärt; vermutet wird aber ein Ursprung in Langeland. Auch der Verfasser des Liedtextes gab sich nicht öffentlich zu erkennen: Die beiden Strophen sind für 1864 zum ersten Mal belegt, allerdings ohne Autorenangabe. Sie erschienen damals in einem Liederheft mit dem Titel „To- og Trestemmige Sange til Skolebrug“ (zwei- und dreistimmige Lieder zum Schulgebrauch). In der Auflage von 1868 ist als Verfasser „A.“ angegeben. Während dieses Kürzel in der Vergangenheit bisweilen als Hans Christian Andersen gedeutet wurde, wird heute angenommen, dass der Text vom Kopenhagener Musikpädagogen Fritz Andersen stammt.

## Text
Der Liedtext besteht aus zwei Strophen zu je acht Versen. Es ergibt sich als Paarreimschema aabbccdd, wobei sich jeweils ein vierhebiger mit einem dreihebigen Jambus abwechselt. Eine sehr wörtliche Übersetzung könnte etwa wie folgt lauten:
| Originaltext I skovens dybe, stille ro, hvor sangerhære bo, hvor sjælen lytted mangen gang til fuglens glade sang, der er idyllisk stille fred i skovens ensomhed, og hjertets længsler tie her, hvor fred og hvile er. Hør landsbyklokken lyder ned, bebuder aftenfred, småfuglen, før den går til blund, end kvidrer lidt en stund. I mosen kvækker højt en frø, stærkt damper mark og sø, nu klokken tier, – aftnens fred sig stille sænker ned. | Deutsche Übersetzung In des Waldes tiefer, stiller Ruhe, wo Sängerheere wohnen, wo die Seele viele Male des Vogels frohem Gesang zuhörte, da ist idyllisch stiller Friede in des Waldes Einsamkeit, und des Herzens Sehnsüchte schweigen hier, wo Friede und Ruhe sind. Hör, die Dorfglocke läutet, verkündet den Abendfrieden, der kleine Vogel, bevor er schlummern geht, zwitschert noch ein bisschen für eine Weile. Im Moos quakt laut ein Frosch, stark dampfen Feld und See, nun schweigt die Glocke, – des Abends Friede senkt sich still hernieder. |

## Rezeption
Das Lied zählt zu den bekanntesten dänischen Liedern und wurde nicht nur in das Liederbuch Højskolesangbogen (Nr. 601 in der 19. Ausgabe) aufgenommen, sondern ist auch Bestandteil eines Kanons von 20 Liedern sowie 10 Kirchenliedern, den die Modersmål-Selskabet (Gesellschaft für Muttersprache) 2005 für den Einsatz im Schulunterricht vorschlug.
Unter den zahlreichen Einspielungen sticht insbesondere die Jazzversion des Kontrabassisten Niels-Henning Ørsted Pedersen heraus, der in seinem Musikschaffen verschiedene dänische Melodien aufgriff und neu interpretierte. Bekannt ist seine Einspielung von 1973 mit dem Jazzpianisten Kenny Drew senior, aber auch die Version aus dem Jahr 1997 mit Oscar Peterson. Weitere Interpretationen stammen etwa von Sissel Kyrkjebø, Lene Siel oder etwa Søs Fenger.